# Bolide de l'Arizona du 2 juin 2016
Le 2 juin 2016 à 3 h 56 min 26 s HNR (10 h 56 min 26 s UTC), un bolide a survolé l'État américain de l'Arizona.
Le bolide a été vu avant tout depuis l'Arizona, mais des témoins de l'Utah, du Nouveau-Mexique, de Californie, du Texas, du Colorado et du Nevada ont également rapporté l'événement,. L'American Meteor Society, qui répertorie l'événement sous le numéro 1882-2016, a recueilli 421 témoignages.
Selon la NASA, l'impacteur était un astéroïde d'environ 3 mètres de diamètre pour une masse de quelques dizaines de tonnes. Selon l'agence spatiale américaine, la vitesse de l'impact fut de 64 700 kilomètres par heure.
La météorite produite a été nommée météorite Dishchii’bikoh,,,.